# Егошкин, Вадим Павлович
Вади́м Па́влович Его́шкин (4 мая 1970, Камчатская область, РСФСР, СССР) — советский и казахстанский футболист, вратарь. Выступал за сборную Казахстана.

## Карьера

### Клубная
Карьеру начинал в «СКИФе». Далее играл в «Кайрате» и «Жетысу». После распада СССР начал выступать за «Мелиоратор», в 1993 году вернулся в «Жетысу», тот же сезон доигрывал в «Достыке». Далее перебрался на Украину и играл за «Борисфен» во второй и первой лигах. В 1996 году отыграл сезон за новороссийский «Черноморец». С 1997 по 1998 год играл за «ЦСКА-Кайрат». Карьеру завершал в клубе «Есиль-Богатырь».

### Сборная
1 июня 1992 года дебютировал за сборную в матче против сборной Туркменистана. С 1992 по 1996 год сыграл за сборную Казахстана три матча, в которых пропустил три гола.

### Тренерская
С 2004 по 2005 работал тренером вратарей в «Алма-Ате», в 2006 году работал тренером. В 2007 году играл за «Кайрат», в 2008 году работал тренером в «Атырау».